# Modjo
Modjo – francuski duet muzyczny grający muzykę house i pop założony w 1998 przez producenta Romaina Trancharta i wokalistę Yanna Destagnola.
Obydwaj mają wykształcenie muzyczne. Poznali się w 1998 w American School of Modern Music w Paryżu. W 2001 wydali debiutancki album studyjny, zatytułowany Modjo. Promowali go singlem „Lady (Hear Me Tonight)”, który wydali w 2000. Piosenka stała się przebojem i dotarła do pierwszej dziesiątki na listach przebojów, m.in. w Szwajcarii, Niemczech, Holandii, Francji, Austrii, Belgii, Szwecji, Finlandii, Norwegii, Nowej Zelandii, Australii i we Włoszech.
W 2002 duet zakończył współpracę.

## Dyskografia
| Rok  | Dane dot. albumu                                                                         | Pozycje na liście | Pozycje na liście | Pozycje na liście | Pozycje na liście |
| Rok  | Dane dot. albumu                                                                         | FRA               | AUT               | FIN               | SWI               |
| ---- | ---------------------------------------------------------------------------------------- | ----------------- | ----------------- | ----------------- | ----------------- |
| 2001 | Modjo - Format: CD - Wydany: 23 września 2001 - Wytwórnia: Sound Of Barclay, MCA Records | 21                | 41                | 39                | 13                |

| Rok                                                     | Tytuł                    | Pozycja na liście | Pozycja na liście | Pozycja na liście | Pozycja na liście | Pozycja na liście | Pozycja na liście | Album |
| Rok                                                     | Tytuł                    | FRA               | AUT               | FIN               | SWI               | GER               | NLD               | Album |
| ------------------------------------------------------- | ------------------------ | ----------------- | ----------------- | ----------------- | ----------------- | ----------------- | ----------------- | ----- |
| 2000                                                    | „Lady (Hear Me Tonight)” | 7                 | 8                 | 3                 | 1                 | 17                | 4                 | Modjo |
| 2000                                                    | „Chillin”                | 44                | 56                | 3                 | 10                | 1                 | 41                | Modjo |
| 2001                                                    | „What I Mean”            | 88                | 64                | —                 | 17                | 2                 | —                 | Modjo |
| 2002                                                    | „No More Tears”          | —                 | —                 | —                 | 91                | —                 | —                 | Modjo |
| „—” oznacza, że utwór nie był notowany na danej liście. |                          |                   |                   |                   |                   |                   |                   |       |